# Tiruchirappalli
Tiruchchirappalli, Tiruchirapalli ou Trichinopoly é uma cidade do estado de Tamil Nadu, na Índia. Localiza-se nas margens do rio Kaveri. Tem cerca de 898 000 habitantes. Foi capital de reinos tamiles entre os séculos X e XVII.

## Personalidades
- Chandrasekhara Venkata Raman (1888-1970), Prémio Nobel de Física de 1930